# Kula (Konjic, BiH)
Kula je naseljeno mjesto u općini Konjic, Federacija Bosne i Hercegovine, BiH.

## Stanovništvo

### 1991.
Nacionalni sastav stanovništva 1991. godine, bio je sljedeći:
ukupno: 77
- Srbi – 77

### 2013.
Na popisu 2013. godine bilo je bez stanovnika.